# Zuiō-ji
Zuiō-ji (瑞応寺) est un temple bouddhiste de l'école Sōtō du zen. Il est situé dans la ville de Niihama, préfecture d'Ehime au Japon.

## Historique
Le temple est fondé en 1448 par Shōji Yamajō, le 11e seigneur du château d'Ikkozan, en tant que temple privé de la famille Matsumoto ; c'était un temple de l'école Rinzai du bouddhisme. Il est incendié pendant la guerre de Tensho en 1585 et reconstruit en tant que temple zen Sōtō en 1660, devenant ainsi un temple ouvert à tous. En 1897, une zendō (salle de méditation) est ouverte et le temple est devenu un centre de formation pour un grand nombre de moines.
En 1905, Takada Dōken, fondateur de l'Association de la jeunesse bouddhiste et connu pour ses méthodes d’enseignement vigoureuses, est nommé 26e responsable du temple à la condition de faire des déplacements entre Tokyo et Shikoku, poste qu'il occupe pendant dix-huit ans, de l'âge de 47 ans à sa mort à 65 ans. Pendant cette période, de nombreux moines l'ont suivi, dont Nakanishi Godō et Akamatsu Gessen, qui ont vécu comme moines zen au temple. Takada a écrit de nombreux livres et à l'âge de 54 ans, il a prôné le Ho-oh-kyo,.

## Bien culturel important

### Bien culturel matériel désigné par la préfecture

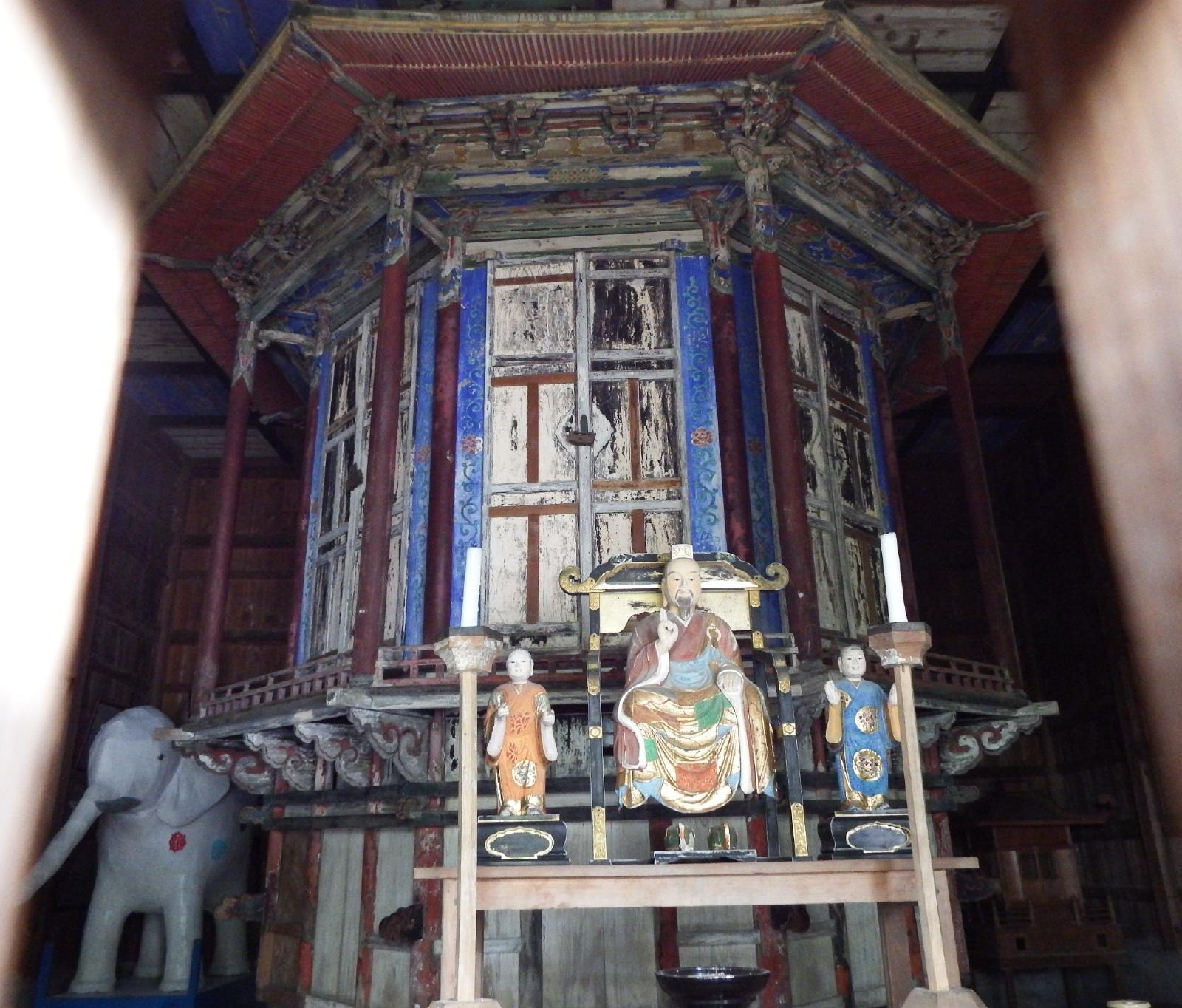
Grand meuble rotatif à sutras du temple Zuiō-ji.

- Grand meuble rotatif à sutras du temple Zuiō-ji (kyōzō) : créé par Ashikaga Yoshimitsu en mémoire du clan Yamana et dédié au sanctuaire Kitano Tenman-gū à Kyoto, mais déplacé en 1871 en raison de l'ordre de séparation du shinto et du bouddhisme émis par le nouveau gouvernement de Meiji.

### Monument naturel classé par la préfecture
- Ginkgo biloba du temple Zuiō-ji : âge estimé à 800 ans, 25 m de haut, 14 m de circonférence, 9,4 m de large ; désigné le 3 novembre 1956[Quoi ?].